# Tom Southam
Tom Southam, nacido el 28 de mayo de 1981 en Penzance, es un ciclista británico, que fue profesional de 2003 a 2011.
Durante el Campeonato Mundial de Ciclismo en Ruta de 2005 en Madrid, Charles Wegelius y Tom Southam tenían la función de proteger a su líder Roger Hammond, velocista del equipo. Sin embargo, los dos corredores británicos tiraron del pelotón durante los primeros 100 kilómetros de la carrera, a pesar de que los directores del equipo de Gran Bretaña no dieron ninguna orden al respecto.
Este hecho provocó la reacción de la Federación Británica y excluyó a Charles Wegelius y Tom Southam de cualquier selección para el equipo nacional. En 2013, Wegelius reconoció haber recibido 2.500 euros por tirar del pelotón en favor del equipo italiano que quería controlar la carrera y permitir Alessandro Petacchi ganar el título mundial. 
En 2013 Southam, quien estudió en la Universidad de Falmouth la especialidad en escritura profesional y se graduó en la Maestría de Artes, publicó junto con Charles Wegelius, otro exciclista profesional, el libro Gregario. Actualmente es director deportivo del conjunto Cannondale-Drapac Pro Cycling Team.

## Palmarés
2002
- 2º en el Campeonato del Reino Unido en Ruta

2004
- 2º en el Campeonato del Reino Unido en Ruta

## Resultados en las grandes vueltas
| Carrera         | 2003 | 2004 | 2005 | 2006 | 2007 | 2008 | 2009 | 2010 | 2011 |
| --------------- | ---- | ---- | ---- | ---- | ---- | ---- | ---- | ---- | ---- |
| Giro de Italia  | -    | -    | -    | -    | -    | -    | -    | -    | -    |
| Tour de Francia | -    | -    | -    | -    | -    | -    | -    | -    | -    |
| Vuelta a España | -    | -    | -    | -    | -    | -    | -    | -    | -    |
| Mundial en Ruta | -    | Ab.  | Ab.  | -    | -    | -    | -    | -    | -    |

-: no participa

Ab.: abandono